# Olej z węża
Ten artykuł opisuje teorie, metody lub czynności niezgodne ze współczesną wiedzą medyczną.

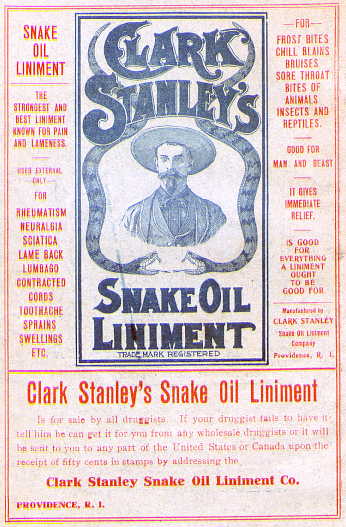
Reklama oleju z węża z początku XX wieku

Olej z węża (ang. snake oil) – popularne w krajach anglojęzycznych określenie na kłamliwe reklamy oraz sprzedaż produktów lub usług o rzekomych cudownych właściwościach leczniczych. Analogicznie, określenie „sprzedawca oleju z węża” (ang. snake oil salesman) jest używane w kontekście osób sprzedających, promujących, bądź popierających fałszywe lekarstwa lub rozwiązania. Określenie pochodzi od oleju z węża, który w XVIII i XIX w. był sprzedawany jako lekarstwo na każdą chorobę.

## Zobacz także
- fałszywa reklama
- homeopatia
- firmy MLM